# Antonio Bonsignore
Antonio Bonsignore (Agrigento, 3 febbraio 1896 – Gunu Gadu, 24 aprile 1936) è stato un militare e carabiniere italiano, insignito della medaglia d'oro al valor militare alla memoria nel corso della guerra d'Etiopia.

## Biografia
Nacque ad Agrigento il 3 febbraio 1896,  figlio di Angelo e Giuseppina Filì, figlia del Senatore del Regno d'Italia Ignazio Filì Astolfone. Dopo l'entrata in guerra del Regno d'Italia, il 24 maggio 1915, verso la fine di quello stesso anno fu chiamato a prestare servizio nel Regio Esercito come soldato di leva.  Entrò nella Regia Accademia Militare di Modena, in qualità di allievo ufficiale di complemento, il 19 giugno 1916, e a partire dal 12 ottobre seguente entrò in servizio presso il 10º Reggimento bersaglieri di Palermo. Dal novembre 1916 al novembre 1918 prese parte alle operazioni militari in Albania, venendo promosso al grado di tenente. Si distinse particolarmente nei combattimenti di Ponte di Kuci (18-19 luglio 1918), dove fu decorato con la croce di guerra al valor militare, e a Bresciova (22-24 agosto 1918) dove ricevette la medaglia di bronzo al valor militare. Dopo la fine della guerra, assegnato al 15º Reggimento fanteria, prestò servizio nelle zone di Sebenico e Zara come ufficiale di presidio.
Nel corso del 1920 transitò in servizio nell'arma dei Carabinieri con il grado di tenente, e nel 1927, in Sicilia, come comandante di speciale battaglione mobile costituito per le esigenze dell'Isola, si guadagnò due encomi dal Comando Generale dell'Arma per il suo contributo alla lotta di repressione del brigantaggio. Promosso capitano nel febbraio 1933, assunse il comando della Compagnia Carabinieri di Ozieri (provincia di Sassari).  Il 10 novembre dello stesso anno venne insignito della Croce di Cavaliere dell'Ordine della Corona d'Italia. Nel dicembre 1935 divenne comandante della Compagnia di Camerino (provincia di Macerata), ma il 25 febbraio 1936 partì volontario per partecipare alla guerra d'Etiopia in forza alle Bande Autocarrate Carabinieri operanti nella Somalia italiana, sul fronte sud. Il 24 aprile 1936 prese parte con la Colonna celere Agostini alla battaglia di Gunu Gadu come comandante di compagnia della 1ª Banda Autocarrata. Cadde in combattimento durante un assalto ad una trincea nemica condotto alla testa dei suoi uomini, colpito dapprima al fianco, continuò ad incitare i suoi sottoposti finché un secondo proiettile lo colpì alla fronte uccidendolo sul colpo. Alla sua memoria fu concessa la medaglia d'oro al valor militare,. massima decorazione italiana.

## Intitolazioni
Nel 1939 gli uffici romani del Controspionaggio del SIM, presero il suo nome. In Sicilia gli fu titolato un borgo rurale edificato in zona bonificata, Borgo Bonsignore (oggi frazione del Comune di Ribera) e alcune caserme: la caserma dei Carabinieri di Palermo, il Comando dell'Esercito di via Vittorio Emanuele a Palermo, la sede del Comando Interregionale Carabinieri “Culqualber” di Messina, un edificio della Legione Allievi Carabinieri a Roma e la sezione dell'Associazione Nazionale Carabinieri di Patti. Inoltre gli sono state dedicate le caserme delle Compagnie Carabinieri di Camerino e Conegliano Veneto (Treviso), nonché la Stazione di Predappio (Forlì-Cesena).
Il suo nome è presente tra quelli riportati nelle due lapidi presenti nella Legione Allievi Carabinieri in memoria dei caduti durante la campagna d'Etiopia.

### Annotazioni
1. ↑  Angelo Bonsignore era avvocato, e dirigente della Conservatoria immobiliare di Girgenti.
2. ↑  Su proposta del Ministero della guerra del Regno d'Italia.
3. ↑  In quello stesso periodo collaborò con la III sezione controspionaggio del Servizio Informazioni Militare, diretto dal generale Mario Roatta.
4. ↑  Al comando del capitano Giuseppe Fragola.
5. ↑  In quello stesso fatto d'armi, oltre a lui furono decorati di medaglia d'oro al valor militare i carabinieri Vittoriano Cimmarrusti  e Mario Ghisleni.

### Fonti
1. 1 2 3  Combattenti Liberazione.
2. ↑  Gruppo Medaglie d'Oro al Valor Militare 1965, p. 169.
3. 1 2 3 4 5 6  Breccia 2014, p. 609.
4. ↑  Salvo Fuca.
5. ↑   Cosa accadde 73 anni fa a Gunu Gadu, su cota.cc. URL consultato il 26 giugno 2012 (archiviato dall'url originale il 4 marzo 2016).
6. 1 2  Vento 2010, p. 187.
7. ↑  Capitano Antonio Bonsignore.Htm Archiviato il 28 giugno 2012 in Internet Archive.
8. ↑   Lastre ai Caduti dell’Arma in Africa Orinetale – Comando Legione Allievi CC – Roma | Pietre della Memoria, su pietredellamemoria.it. URL consultato il 1º febbraio 2021.
9. ↑   Medaglia d'oro al valor militare Bonsignore, Antonio, su quirinale.it, Quirinale. URL consultato l'11 luglio 2021.